# Borostomias
Borostomias es un género de peces de la familia Stomiidae.

## Descripción
Son peces típicos de la familia Stomiidae, con una boca ancha conformada por dientes largos. Los fotóforos están dispuestos en la superficie ventral del cuerpo, son pequeños mientras que detrás del ojo hay un fotóforo mucho más grande. En la mandíbula se encuentra una barbilla larga que presenta un fotóforo en el extremo. Las escamas están ausentes. Las especies tienden a ser oscuras, generalmente negras. El tamaño puede variar, algunos ejemplares miden más de 7 cm (2,75 pulgadas) y otros hasta 35 cm (13,77 pulgadas).

## Distribución y hábitat
El género tiene una distribución cosmopolita. La especie B. antarcticus está presente, aunque es rara, en el mar Mediterráneo occidental. Son peces meso y batipelágicos que pueden alcanzar profundidades incluso superiores a los 2500 m, como en el caso de B. antarcticus, reportado hasta los 2630 m. Realizan migraciones nictéreas, es decir, se encuentran a menores profundidades durante la noche.